# Hanni Schwab
Pour les articles homonymes, voir Schwab.
Hanni Schwab est une archéologue préhistorienne suisse, née le 24 novembre 1922 à Kerzers / Chiètres, dans le canton de Fribourg, et décédée le 28 avril 2004 à Chiètres. Elle est notamment connue pour ses recherches archéologiques menées dans le cadre de la seconde correction des eaux du Jura, ainsi que pour avoir fondé le Service d’Archéologie du canton de Fribourg.

## Jeunesse et formation
Hanni Schwab est la fille de Jakob Schwab et d’Annie Hauser. Ils sont tous deux des paysans protestants alémaniques et vivent à Chiètres avec leurs six enfants. De 1941 à 1954, Hanni est institutrice à l'école primaire. En 1954, elle passe son brevet d'enseignement secondaire à l'Université de Berne. Sur les conseils d'un ami, elle suit de 1956 à 1960 dans cette même université les cours d'archéologie préhistorique donnés par le Professeur Hans-Georg Bandi, qui lui inspirent une véritable passion pour l'archéologie. Elle entame ensuite un doctorat sur les découvertes néolithiques dans le Canton de Fribourg, qu'elle achève en 1967.  

## Carrière archéologique

Vue générale de la fouille du pont celtique de Cornaux / Les Sauges (hiver 1965/66) par Hanni Schwab (source : archives du Laténium)

Le 1er mars 1962, Hanni Schwab est nommée directrice des travaux archéologiques de la seconde correction des eaux du Jura, cinq ans avant la fin de son doctorat. D'importants vestiges sont mis au jour dans tout le Pays des Trois-Lacs. Peu après, le 1er avril 1962, Hanni Schwab est nommée archéologue cantonale du canton de Fribourg. Elle dirige alors de nombreux chantiers en parallèle, mais peine à s'imposer comme cheffe parmi les ouvriers, parce qu'elle est une femme. Prendre et affirmer sa place dans un milieu encore largement dominé par des hommes sera un défi tout au long de sa vie. De 1962 à 1967, Schwab mène et constitue le Service d'archéologie cantonale, d'abord sans budget ni locaux, avec pour aide une secrétaire à mi-temps. En 1963, dans le cadre de ce mandat, elle est la première archéologue suisse à faire un relevé dendrochronologique systématique : elle prélève un échantillon sur chaque pieu retrouvé du pont romain de Rondet (Haut Vully, Canton de Fribourg), afin de pouvoir en faire une étude dendrochronologique exhaustive. En 1967, elle obtient sa thèse de doctorat, et un budget de 2.500 francs suisses est mis à sa disposition pour l'archéologie cantonale. Elle parvient alors à engager un restaurateur pour les collections archéologiques du Musée d'Art et d'Histoire de Fribourg, qui se détérioraient. En 1968, elle loue un appartement de 2 pièces et demi en ville de Fribourg, où elle installe le Service d'Archéologie cantonal de Fribourg.
En 1973, Schwab est chargée d'enseignement à l'Université de Fribourg et devient membre de la Commission Suisse pour l'UNESCO. De 1975 à 1978, elle est la première présidente du Groupe de Travail pour les Recherches Pré-et Proto-historiques de la Suisse. En 1974, Schwab dirige les fouilles menées sur le chantier de la future Autoroute A12 dans le Canton de Fribourg, financées à 90% par la Confédération Suisse. En 1979, plus de 350 personnes travaillent pour le Service d'archéologie cantonale fribourgeois, principalement sur les fouilles de sauvetage des chantiers de l'autoroute. En 1980, elle est nommée professeure titulaire à l'Université de Fribourg, où avaient enseigné déjà les célèbres préhistoriens Henri Breuil et Hugo Obermaier, au début du XXe siècle. Hanni Schwab est également responsable des collections archéologiques du Musée d'Art et d'Histoire de Fribourg, dès 1962. Ainsi, elle sera la première à rassembler sous une même égide les différentes institutions archéologiques du canton : l'université, le musée, la gestion du patrimoine archéologique et les chantiers de fouilles.

## Promotion de l'archéologie
L'abondance de découvertes durant la carrière de Hanni Schwab facilita la promotion de l'archéologie auprès du grand public. Combinant une compétence élevée pour la médiation et une omniprésence sur les sites archéologiques de la seconde correction des eaux du Jura, Hanni Schwab implante l’archéologie dans les esprits de toute la population fribourgeoise. Elle publie de nombreux articles dans la presse et donne quantité de conférences tout au long de sa carrière, afin de maintenir le public informé et intéressé. De toutes les stratégies de médiation de Schwab, celle qui a le plus contribué à la popularité de l'archéologie fut son appel systématique à des étudiants et bénévoles sur les chantiers de fouilles. Ce recours à du personnel non-expérimenté lui a parfois valu les critiques d'autres archéologues suisses, qui lui reprochaient de trop fouiller et de compromettre la qualité et la fiabilité des découvertes archéologiques. À ce sujet, elle disait :« Les centaines de gamins que j'ai invités sur mes fouilles, on les retrouve aujourd'hui partout : enseignants, journalistes, politiciens, architectes, chauffeurs de pelles mécaniques... des postes clés de notre économie et de notre culture, et tous ces jeunes qui ont vécu une expérience unique sur mes chantiers ne pourront jamais rester insensibles à notre patrimoine lorsqu'il sera menacé. ». Malgré ces critiques, Hanni Schwab a reçu de fréquents éloges sur le plan international, principalement de France et d'Allemagne. Elle fut souvent invitée dans ces pays, à l’occasion de colloques et de conférences, pour présenter ses plus récentes découvertes. Sur la fin de sa carrière, certaines de ses hypothèses et interprétations ont été remises en cause par la communauté scientifique, notamment certains éléments de ses derniers articles, qu'elle écrivit à un âge avancé.

## Carrière politique
Consciente que la politique tient un rôle capital dans la préservation du patrimoine et des données archéologiques, Hanni Schwab s'est engagée sur le plan politique. En 1972, elle est nommée députée du Parti démocrate-chrétien et devient l'une des premières femmes de ce parti à être élue au Grand Conseil fribourgeois. Cinq ans plus tard, en 1976, elle accepte un second mandat au Grand Conseil du canton de Fribourg, où elle siègera jusqu'en 1981.

## Retraite
Après 26 ans de direction, Hanni Schwab cède son poste d'archéologue cantonale en 1988. Le service emploie alors 59 personnes à l'année et des dizaines d'étudiants chaque été sur les sites. En 1992, elle devient membre honoraire de la Société suisse de préhistoire et d'archéologie. En 1993, elle se retire de l'enseignement et commence sa monographie en cinq volumes sur les découvertes archéologiques effectuées durant les chantiers de la seconde correction des eaux du Jura, Archéologie de la 2e correction des eaux du Jura. Le dernier volume sera publié à titre posthume, sur la base d'un manuscrit rédigé avant son décès en 2004.

## Fouilles notables
Hanni Schwab découvre deux sites de renommée nationale : l'agglomération celtique de Châtillon-sur-Glâne, à Posieux, datant du Hallstatt final, et l'oppidum laténien du Mont Vully. 
Elle a également fouillé et documenté de nombreux autres sites archéologiques, parmi lesquels :
- Le pont celtique effondré de Cornaux-Les Sauges (pont celtique) (Neuchâtel)
- L'atelier de poterie de l'âge du Bronze du Landeron (Neuchâtel)
- La villa gallo-romaine de Vallon (Fribourg)
- Les nécropoles mérovingiennes de Gumefens (Fribourg) et  Cormondes (Fribourg)
- Le site palafittique de Portalban (Fribourg)

## Distinctions
En 1984, Hanni Schwab reçoit le Prix Culturel de la communauté alémanique fribourgeoise, en allemand le Kulturpreis des Staates Freiburg. 

## Publications principales
- H. Schwab, Archéologie de la 2e correction des eaux du Jura : Les Celtes sur la Broye et la Thielle, vol. 1, Fribourg, Éd. universitaires, 1989.
- H. Schwab, Archéologie de la 2e correction des eaux du Jura : Les premiers paysans sur la Broye et la Thielle, vol. 2, Fribourg, Éd. universitaires, 1999.
- H. Schwab, Archéologie de la 2e correction des eaux du Jura : Les artisans de l'âge du Bronze sur la Broye et la Thielle, vol. 3, Fribourg, Éd. universitaires, 2002.
- H. Schwab, Archéologie de la 2e correction des eaux du Jura : Ponts et ports romains sur la Broye inférieure et la Thielle moyenne, vol. 4, Fribourg, Éd. universitaires, 2004.
- H. Schwab, Archéologie de la 2e correction des eaux du Jura, Fribourg, Éd. universitaires, 2003.
- H. Schwab, Vuippens / La Palaz : le site gallo-romain et la nécropole du Haut Moyen Âge, Fribourg, Éd. universitaires, 1997.
- H. Schwab et D. Bugnon, Galmiz : archäologische Ausgrabungen auf dem Trasse der Autobahn A1 = fouilles archéologiques sur le tracé de l'autoroute A1, 1976-1981, Fribourg, Éd. universitaires, 1997.
- H. Schwab, « Chasseurs de rennes et de cerfs », Histoire et archéologie, no 62,‎ 1982, p. 10-14.